# Frederick Russell Burnham
Pour les articles homonymes, voir Burnham.
Frederick Russell Burnham (11 mai 1861 - 1er septembre 1947), surnommé le « Roi des éclaireurs », était un éclaireur américain et un aventurier connu pour son service lors des guerres indiennes et dans l'armée britannique en Afrique coloniale et pour avoir enseigné des techniques de survie à Robert Baden-Powell, devenant ainsi l'une des sources d'inspiration de la création du scoutisme.
Burnham, un mercenaire ayant lutté contre les Boers en Afrique du Sud en 1900, et participé à diverses guerres coloniales, reçurent chacun la médaille de la Compagnie pour leur service durant la Première Guerre ndébélé et ils participèrent à la Seconde Guerre ndébélé de 1896-1897. Burnham devint un exemple pour de nombreux officiers dont Frederick Carrington, Robert Baden-Powell et Frederick Roberts. Carrington le qualifia de « meilleur éclaireur qui ait jamais exploré l'Afrique. Il était mon commandant en 1896 dans le Matabeleland et il était les yeux et les oreilles de ma force ». Le président américain Theodore Roosevelt tenait également Burnham en haute estime et écrivit en 1901 : « Il est un éclaireur et un chasseur d'un courage et d'une adresse rare, un homme sans peur, une fine gâchette et un guerrier. Il est l'éclaireur parfait ». Alors qu'il combattait au sein de l'armée britannique durant la seconde guerre des Boers de 1899-1902, Burnham reçut l'ordre du Service distingué alors la seconde plus haute distinction militaire britannique.
En 1927, les Boy-Scouts d'Amérique le nommèrent Scout honoraire, une nouvelle catégorie de scouts créée la même année. Cette distinction était accordée à « des citoyens américains dont les réalisations en plein air, les explorations et les aventures aux résultats utiles possèdent un caractère assez exceptionnel pour captiver l'imagination des jeunes garçons... ». Les autres dix-huit hommes à avoir reçu une telle distinction sont : Roy Chapman Andrews, Richard E. Byrd; George Kruck Cherrie, James L. Clark, Merian C. Cooper, Lincoln Ellsworth, Louis Agassiz Fuertes, George Bird Grinnell, Charles Lindbergh, Donald Baxter MacMillan, Clifford H. Pope, George Palmer Putnam, Kermit Roosevelt, Carl Rungius, Stewart Edward White, Orville Wright.
En 1931 il procède à la dédicace du Mont Baden-Powell en Californie.
Il reçut le Bison d'argent des Boy-Scouts d'Amérique en 1936 et fut très proche de ce mouvement au niveau régional et national. Il pourrait avoir été le prototype d'Allan Quatermain et d'Indiana Jones. Pendant la 1re guerre mondiale, il a joué un rôle dans le contre espionnage.

## New Food Society
Au début des années 1910, les États-Unis sont au bord de la crise : la population ne cesse de croître, il n'y a plus de nouvelles terres à exploiter et si rien n'est fait, une pénurie de viande sans précédent frappera le pays. Burnham parvient à convaincre de son idée Robert Broussard, un représentant de la Louisiane au Congrès américain : les États-Unis manquent de viande, son cheptel diminue, alors « pourquoi ne pas transformer l’Amérique en une nation de mangeurs d’hippos ». La viande a apparemment bon goût, surtout les parties grasses de la poitrine. Il suffit d’importer les hippopotames d’Afrique, de les installer dans les marais qui longent la côte du golfe du Mexique, et de les élever pour leur viande. Une idée audacieuse approuvée par l'ancien président Theodore Roosevelt et le New York Times.
L’idée est estimée pleine de bon sens et grandiose pour le congressiste louisianais. Elle lui permet, entre autres, de résoudre le problème des « jacinthes d’eau » qui détériorent l’environnement des ruisseaux et des rivières de son État. En « gobant » ces fleurs – les hippos sont friands de plantes aquatiques –, les bêtes importées vont «transformer le fléau qui frappe le sud du pays en de la chair saine et savoureuse pour notre peuple».
Avec Broussard, Burnham va associer à son entreprise Fritz Joubert Duquesne, un homme qu’il a combattu impitoyablement lors de la Guerre des Boers, un Afrikaner, la « Panthère noire du Veld », un « bloc de haine », « qui a juré de tuer cent Anglais pour chaque goutte de sang coulant dans les veines de sa mère », mais surtout un homme qui se donne en spectacle aux États-Unis depuis dix ans, un chasseur africain vantant ses multiples exploits. Burnham veut mettre les talents de son adversaire « rusé et traître » au « service du bien », le purifier en quelque sorte. Pour mener à terme le projet, Burnham et Duquesne – les opposants d’autrefois – vont même fonder ensemble une société de lobbying : la New Food Society. Le passage de Duquesne devant le comité du Congrès devient un spectacle en soi, semble convaincre tout le monde, suscite une vague de réactions enthousiastes. Le Washington Post n’hésite pas à écrire : « Ce n’est qu’une question d’années avant que d’importantes cargaisons d’hippos soient expédiées en Amérique ».
Il n’y a toujours pas de troupeaux d’hippopotames en Louisiane et « l’idée n’a jamais été vraiment rejetée, mais semble avec le temps être tombée dans une sorte d’oubli teinté d’indifférence ». Le congressiste Broussard se fait calculateur, se livre à de sombres contorsions politiques, repoussant, session après session, le dépôt de son projet de loi au Congrès, avant de mourir en 1918. Burnham soulevait ce regret à la fin de sa vie : « Nous avons autrefois tenté de sauver cette nation de la famine. Un bon steak d’hippo serait maintenant bien apprécié ».

## Le California State Parks
Le California State Parks est un organisme qui gère le système de parcs appartenant à l’État de Californie.
En 1927, l’assemblée de Californie, sous le gouverneur C. C. Young, établit la commission des parcs d’État qui était constituée de Frederick R. Burnham, W. F. Chandler, William E. Colby, Henry W. O'Melveny, et Ray Lyman Wilbur.